# Maria Yi In-dŏk
Św. Maria Yi In-dŏk (ko. 이인덕 마리아) (ur. 1819 w Seulu, zm. 31 stycznia 1840 w Tangkogae (obecnie w Seulu)) – święta Kościoła katolickiego, męczennica.
Maria Yi In-dŏk była siostrą innej męczennicy Magdaleny Yi Yŏng-dŏk. Podczas prześladowąń katolików w Korei została aresztowana razem ze swoją starszą siostrą. Torturowano ją by wyrzekła się wiary. Ponieważ tego nie uczyniła, została ścięta w Tangkogae w pobliżu Seulu (obecnie w Seulu) 31 stycznia 1840 roku razem z 5 innymi katolikami (Piotrem Hong Pyŏng-ju, Magdaleną Son Sŏ-byok, Agatą Yi Kyŏng-i,  Augustynem Pak Chong-wŏn i Agatą Kwŏn Chin-i). Jej siostrę Magdalenę Yi Yŏng-dŏk stracono w grudniu 1839 roku.
Dniem jej wspomnienia jest 20 września (w grupie 103 męczenników koreańskich).
Beatyfikowana 5 lipca 1925 roku przez Piusa XI, kanonizowana 6 maja 1984 roku przez Jana Pawła II w grupie 103 męczenników koreańskich.